# Harrie Starreveld
Harrie Starreveld (Amsterdam) is een Nederlands fluitist.

## Opleiding
Starreveld studeerde fluit bij Koos Verheul aan het Sweelinck Conservatorium in Amsterdam. Na zijn afstuderen werd hij meteen docent aan hetzelfde instituut. 

## Activiteiten
Starreveld geldt als een van de specialisten op het gebied van hedendaagse fluitmuziek. Hij werkte samen met componisten als Elliott Carter, Franco Donatoni, Brian Ferneyhough, Isang Yun, Pierre Boulez, George Crumb, Jonathan Harvey, Tan Dun, Theo Loevendie, Maurice Weddington en Ton de Leeuw. Hij werkte in de studio voor elektronische muziek in het IRCAM in Parijs met de componist Philip Manoury. 
Hij is vast lid van het Nieuw Ensemble. Samen met René Eckhardt en basklarinettist Harry Sparnaay vormt hij Het Trio.  
Als solist speelde hij de fluitconcerten van Donatoni (Puppenspiel), Joseph Schwantner, Pierre Boulez, Paul Schoenfield, Luciano Berio, André Jolivet, Carl Nielsen en Jacques Ibert, met orkesten als het Residentie Orkest, het Radio Kamerorkest, het Schönberg Ensemble, Nieuw Sinfonietta Amsterdam, het Nationaal Symfonieorkest van de RAI, het Nieuw Ensemble, het Chicago Chamber Orchestra en de Slagwerkgroep Den Haag, onder leiding van de dirigenten Hans Vonk, Reinbert de Leeuw, Ernest Bour, Lukas Foss, Marc Foster, David Porcelijn, Ed Spanjaard, Enrique Encinar, Lev Markiz en Otto Ketting. Starreveld speelde voor radio en televisie in Nederland, en gaf solorecitals over de hele wereld. 
Starreveld is opgenomen op (een gedeelte van) 30 CD's, waaronder cd's met muziek van Isang Yun, Ton de Leeuw, Barbara Kolb, Jonathan Harvey, Franco Donatoni en Brian Ferneyhough. Naast de "gewone" dwarsfluit speelt Starreveld ook veel piccolo, altfluit, basfluit, en de Kingma-Brannen kwarttoonfluit (als een van de eersten ter wereld).

## Prijzen en onderscheidingen
In 1978 was hij winnaar van het Internationaal Gaudeamus Vertolkers Concours voor hedendaagse muziek, samen met zijn vaste pianist René Eckhardt. Starreveld won een Edison in 1993 voor zijn CNM-cd met muziek van Ton de Leeuw. 